# 듄: 파트 3
"듄: 파트 3"(영어: Dune: Part Three)는 2026년 개봉 예정인 미국의 서사, SF 영화이다. 드니 빌뇌브가 감독과 공동각본을 맡았으며, 2024년 영화 《듄: 파트 2》의 속편이다.